# Frankie & Alice (película)
Frankie & Alice (Mente Criminal en Latinoamérica) es una película de drama canadiense estrenada en 2010, dirigida por Geoffrey Sax, y producida y protagonizada por Halle Berry. El rodaje comenzó en Vancouver, Columbia Británica, en noviembre de 2008 y finalizó en enero de 2009. La película se estrenó en forma limitada el 10 de diciembre de 2010 para calificar para la temporada de premiación. Está basada en una historia real sobre una popular bailarina gogó y stripper de la década de 1970 que vivía con trastorno de identidad disociativo, con quien Halle Berry mantuvo contacto para la producción.
A pesar de que la película recibió críticas mixtas, la actuación de Berry fue ampliamente elogiada y galardonada, incluida una nominación al Globo de Oro a la mejor actriz en una película de drama.

## Argumento
Frankie es una bailarina en un club de Los Ángeles en 1973. Es una de las mejores strippers del club y, a menudo, atrae la atención de empresarios adinerados. Una noche, las empleadas del club salen a una "Noche de chicas". Mientras las chicas observan a todos los hombres en el bar, Frankie llama la atención de un conocido barman. Ella acepta ir a su casa para tener sexo. Antes de que los dos inicien cualquier actividad sexual, Frankie sufre un cambio a un alter ante una memoria traumática relacionada con un bebé. Desorientada, golpea la cabeza al hombre con un marco de fotos para huir y es captada por la policía y posteriormente llevada al hospital, donde conoce al Doctor Oz. La noticia de la acción violenta de Frankie se difunde rápidamente en el club y Frankie es despedida del único trabajo que tenía. Episodios similares ocurren mientras Frankie está en la lavandería y en una boda.
Frankie comienza la psicoterapia con el Doctor Oz. Frankie descubre que tiene dos alters: Genius, una niña de siete años; y Alice, una racista blanca y religiosa del sur. A través de sesiones regulares con el Dr. Oz, Frankie comienza a recordar los eventos traumáticos que llevaron a estas partes disociativas. Cuando era adolescente estuvo enamorada de un hombre blanco que murió en un accidente automovilístico mientras estaban en la carretera, de quien se embarazó. Momentos después del tener al bebé, la madre de Frankie se da cuenta de que el niño es mitad blanco y lo mata.
Después de ver las sesiones grabadas y juntar los pedazos de su historia, Frankie comienza el proceso de sanación, tomando el control de su vida y fusionando las identidades que el Dr. Oz le asegura que siempre estarán presentes.

## Reparto
- Halle Berry como Frankie Murdoch/Genius/Alice
  - Vanessa Morgan como Frankie Murdoch de 16 años
  - Michayla McKenzie as 8-year-old Frankie Murdoch
- Stellan Skarsgård como el Dr. Joseph "Oz" Oswald
- Phylicia Rashad como Edna Murdoch
- Chandra Wilson como Maxine Murdoch
- Rosalyn Coleman como Pearl
- Joanne Baron como la enfermera Susan Shaw
- Brian Markinson como el Dr. Warren Backman
- Matt Frewer como el Dr. Strassfield
- Katharine Isabelle como Paige Prescott
  - Emily Tennant como Paige Prescott de 16 años
  - Megan Charpentier como Paige Prescott de 8 años
- Melanie Papalia como Tina
- Joey Bothwell como Trish
- Scott Lyster como Pete Prescott
- Kira Clavell como Wanda
- Anne Marie DeLuise como Alice Blanca
- Xantha Radley como María
- James Kirk como Bobby
- Andrew Francis como Policía #2
- Adrian Holmes como Clifton

## Producción
La película pasó alrededor de diez años de desarrollo, con Berry involucrándose en el proyecto desde mediados de la década de 1990. El rodaje inició en 2008.

## Estreno
Frankie & Alice se estrenó mundialmente en mayo de 2010 en el Festival de Cine de Cannes. Luego fue proyectado en el Festival de Cine AFI en noviembre y se estrenó de forma limitada en los Estados Unidos el 10 de diciembre de 2010 para calificar para galardones. Los productores de la película, Access Motion Pictures, habían planeado un estreno más amplio en febrero siguiente, pero estos planes no se materializaron incluso cuando Berry fue nominada a un Globo de Oro y ganó un premio NAACP Image Award por su actuación.
En septiembre de 2013, Codeblack Films adquirió los derechos de distribución de la película. Tuvo un relanzamiento más amplio el 4 de abril de 2014.

## Recepción
En Rotten Tomatoes, la película tiene un índice de aprobación del 21% según reseñas de 33 críticos, y 59% del público. El consenso de los críticos de este sitio explica: "Halle Berry lo da todo (y algo más), pero Frankie & Alice es, en última instancia, demasiado tensa narrativamente, y torpemente ensamblada para hacer justicia a su actuación". En Metacritic tiene una puntuación del 47% basada en reseñas de 14 críticos, lo que indica "críticas mixtas o promedio".
Al escribir sobre la proyección del Festival de Cine de Cannes, The Hollywood Reporter describió la película como "un drama psicológico bien elaborado que profundiza en el lado oscuro de la psique de una mujer". La reseña también mencionaba que Halle Berry estuvo "fascinante" como Frankie, con actuaciones secundarias "sólidas".

### Reconocimientos
- Asociación de críticos de cine afroamericanos
  - Nominada, Mejor Película [9]
  - Ganadora, Mejor Actriz: Halle Berry [10]
- Globos de oro
  - Nominada a Mejor Actriz en una Película Dramática: Halle Berry [11]
- Premios de imagen NAACP [12]
  - Ganadora, Mejor Actriz en una Película:  Halle Berry
  - Ganadora, Mejor Película Independiente
- Premios Prisma
  - Ganador, Actuación en un Largometraje: Halle Berry [13]